# Neolitsea buisanensis
Neolitsea buisanensis är en lagerväxtart som beskrevs av Yamamoto & S. Kamikoti. Neolitsea buisanensis ingår i släktet Neolitsea och familjen lagerväxter. Utöver nominatformen finns också underarten N. b. sutsuoensis.